# Casey Hayward
(en) Statistiques sur pro-football-reference
Casey Hayward Jr., né le 9 septembre 1989 à Perry, est un joueur américain de football américain évoluant au poste de cornerback dans la National Football League (NFL)
Depuis la saison 2022, il joue pour la franchise des Falcons d'Atlanta après avoir joué avec les Packers de Green Bay (2012-2015), les Chargers de Los Angeles (2016-2020) et les Raiders de Las Vegas (2021).